# Derek Allhusen
Derek Swithin Allhusen (ur. 9 stycznia 1914 w Londynie, zm. 24 kwietnia 2000 w Norwich) – brytyjski jeździec sportowy. Dwukrotny medalista olimpijski z Meksyku.
Edukację odebrał w Eton College, Chillon College w Montreux oraz w Trinity College na Uniwersytecie Cambridge. W roku 1935 wstąpił do wojska - służył w 9. Regimencie Królewskich Lansjerów Królowej (ang. 9th Queen's Royal Lancers). W trakcie II wojny światowej służył w Północnej Afryce, Włoszech i Francji. Był ranny. W trakcie wspólnych działań z Armią Amerykańską w roku 1944 został odznaczony medalem Srebrnej Gwiazdy. Po zakończeniu służby w roku 1949 prowadził farmę w Claxton w hrabstwie Norfolk .
W 1948 brał udział w zimowych igrzyskach w Sankt Moritz. Zajął szóste miejsce w rozgrywanym pokazowo pięcioboju zimowym.
Sukcesy odnosił we Wszechstronnym Konkursie Konia Wierzchowego. Letnie Igrzyska Olimpijskie 1968 w Meksyku były jego jedyną pełnoprawną olimpiadą, miał wówczas pięćdziesiąt cztery lata. Zdobył srebrny medal w konkursie indywidualnym i triumfował w drużynie. Partnerowali mu Reuben Jones i Richard Meade. Startował na koniu Lochinvar. W 1957, 1967 i 1969 zdobywał drużynowy tytuł mistrza Europy. W 1984 został komandorem Królewskiego Orderu Wiktoriańskiego